# Smallpox Hospital
Le Smallpox Hospital, quelquefois désigné sous les noms de Renwick Smallpox Hospital et Maternity and Charity Hospital Training School, est un hôpital abandonné sur la Roosevelt Island à Manhattan, New York. L'hôpital, dessiné par l'architecte James Renwick Jr., ouvre ses portes en 1856. Un siècle après son ouverture, l'institution ferme et le bâtiment tombe en ruine. Il est placé sur la liste du Registre national des lieux historiques en 1973.

## Histoire

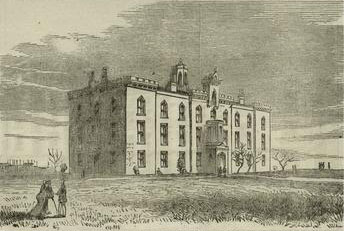
L'hôpital en 1872.

Au milieu du XIXe siècle, malgré les campagnes de vaccination contre la variole, la maladie propagée par de nombreux immigrants continue à envahir New-York. C'est ainsi que la ville décide de construire un hôpital spécialisé dans le traitement de cette maladie ; l'établissement est construit sur une île pour faliciliter la mise en quarantaine des patients.
En 1875, une école d'infirmières est installée à côté de l'hôpital ; le bâtiment de l'hôpital est reconverti en logements pour les étudiantes lorsqu'un nouvel hôpital est construit sur North Brother Island et deux ailes supplémentaires sont ajoutées en 1903 et 1904.
Définitivement abandonné en 1956, le bâtiment, dont la réhabilitation est étudiée en 1970, est inscrit au Registre national des lieux historiques depuis 1973. En 2015, soit trois ans après l'aménagement du Franklin D. Roosevelt Four Freedoms Park (en) à l'extrémité de l'île, juste à côté de l'ancien hôpital, le bâtiment, qui continue à se détériorer gravement, fait l'objet de nouvelles études de stabilisation et de restauration.

## Bâtiment
L'hôpital est situé dans une zone non aménagée à l'extrémité sud de l'île Roosevelt Island. L'architecte James Renwick Jr. a conçu le bâtiment principal. L'aile sud, construite entre 1903 et 1904, a été conçue par York & Sawyer, tandis que l'aile nord entre 1904 et 1905 a été conçue par Renwick, Aspinwall et Owen. Après la construction des deux ailes, le bâtiment est en forme de U.

## Galerie

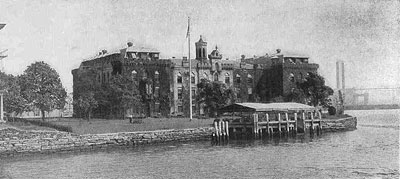
L'école d'infirmières en 1933.
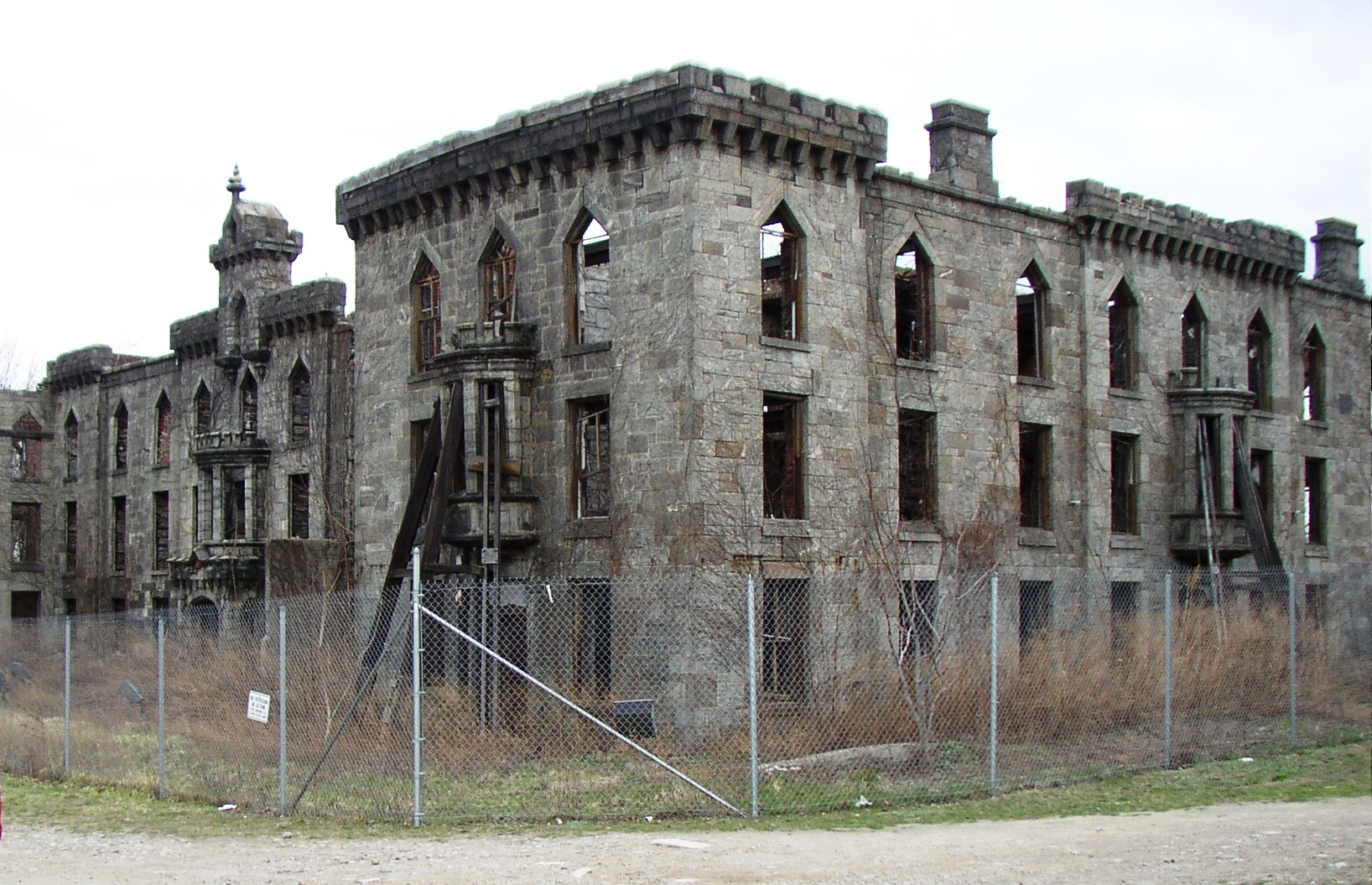
L'hôpital en ruine en 2006.
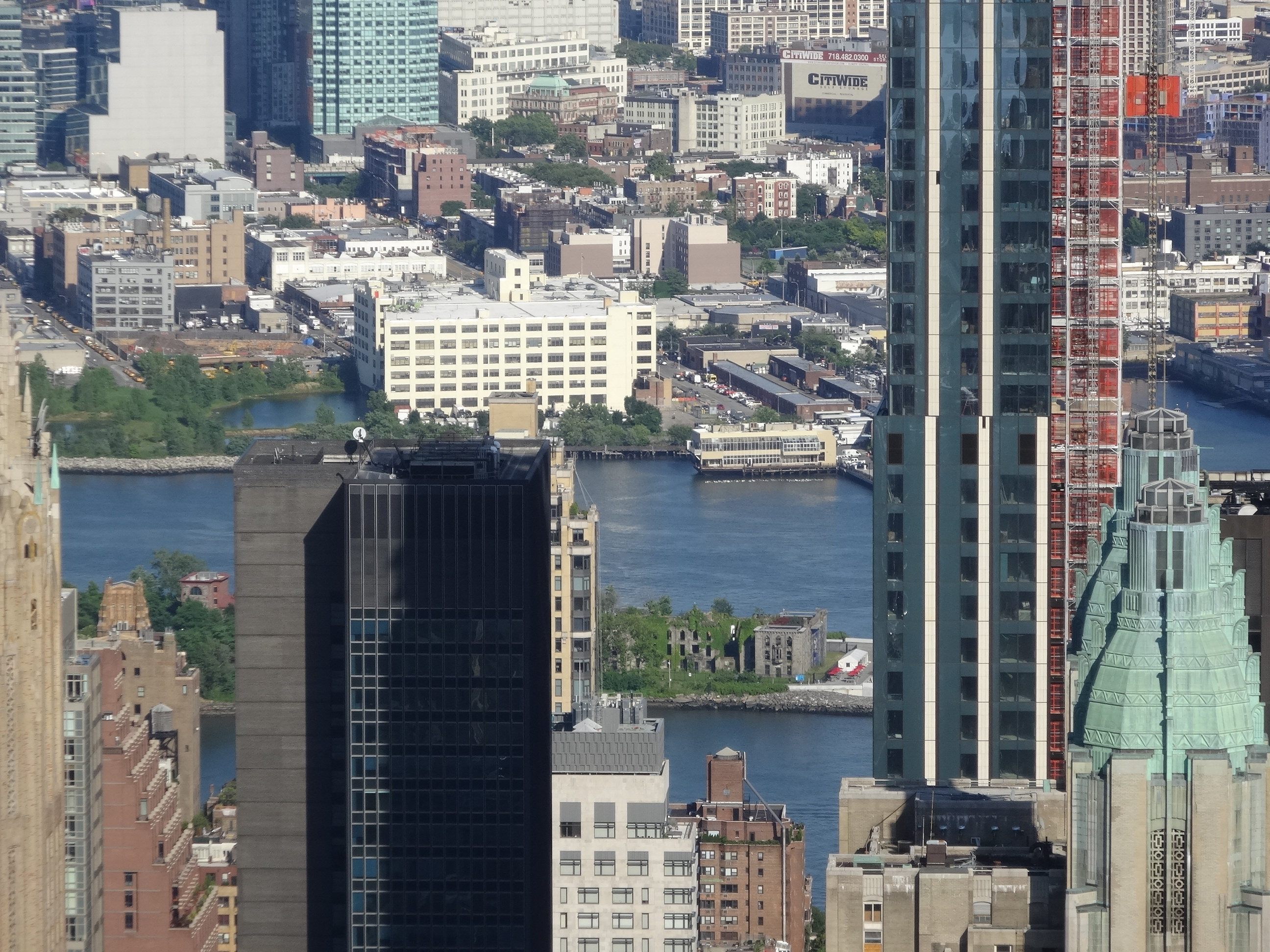
L'hôpital sur Roosevelt Island, vu depuis la plateforme d'observation du Comcast Building, en 2018.

## Dans la culture populaire
L’hôpital abandonné apparaît dans les jeux vidéo Grand Theft Auto IV et Grand Theft Auto: Chinatown Wars, mais ne porte pas de nom.
Il apparaît aussi dans le film Le Concierge du Bradbury avec Michael J. Fox, qui rêve de faire de l'hôpital un hôtel. 
Les adeptes du surnaturel prétendent également qu'il s'agit de l'endroit le plus hanté de New York.